# Puthur (Kasaragod)
Puthur es una ciudad censal situada en el distrito de Kasaragod en el estado de Kerala (India). Su población es de 14271 habitantes (2011). Se encuentra a 6 km de Kasaragod y a 50 km de Mangalore.

## Demografía
Según el censo de 2011 la población de Puthur era de 14271 habitantes, de los cuales 6749 eran hombres y 7522 eran mujeres. Puthur tiene una tasa media de alfabetización del 89,76%, inferior a la media estatal del 94%: la alfabetización masculina es del 93,87%, y la alfabetización femenina del 86,14%.